# Agrostophyllum mindanense
Agrostophyllum mindanense är en orkidéart som beskrevs av Oakes Ames. Agrostophyllum mindanense ingår i släktet Agrostophyllum och familjen orkidéer. Inga underarter finns listade i Catalogue of Life.